# Droit de préemption de sauvegarde du commerce et de l'artisanat
Le droit de préemption de sauvegarde du commerce et de l'artisanat est mise en place par la loi du 2 août 2005, amélioré par la loi du 4 août 2008
Cette règlementation figure dans le code de l'urbanisme aux articles L 214-1 à L 214-3 et R 214-1 et suivant. 

## But
Son but est de permettre le maintien des commerces et artisanat dans des secteurs où l'activité disparait au profit de bureaux et banques. Le conseil municipal peut délimiter un périmètre de sauvegarde du commerce et de l'artisanat de proximité. 
Les biens susceptibles d'être préemptés dans le cadre de ladite procédure sont : 
- fonds artisanaux ;
- fonds de commerce ;
- baux commerciaux ;
- terrains portant, ou destinés à accueillir, des commerces d'une surface de vente comprise entre 300 m² et 1 000 m².

La loi Pinel (18 juin 2014) est venue modifier cette loi (4 août 2008) : La commune qui préempte doit dans les deux ans revendre le fond à une entreprise. Délai porté à trois ans si nous sommes en présence d'une location gérance.  
Avant la loi PINEL, le délai était de un an. 

## Avantages par rapport au droit de préemption urbain
Le droit de préemption commercial ne concerne pas les murs attachés au fonds de commerce ou artisanal, et en cas de cession simultanée des murs et du fonds, l'acquisition des murs relèvera du droit de préemption urbain. Ici le droit de préemption s'étend sur le fonds d'activité (la clientèle).

## Vide juridique
Il n'y a pas de définition précise de la petite entreprise, alors la commune peut-elle préempter une grande supérette ? Cela est à la libre appréciation souveraine du juge. 